# 德国钾盐集团
德国钾盐集团（K+S）是一家国际资源公司，总部位于德国卡塞尔市。公司是欧洲最大的用作肥料的钾肥供应商。

## 历史
在收购了世界最大的盐业供应商之后 Morton Salt 公司也生产盐业和其他的矿质肥料，比如镁和硫。公司主要经营欧美市场，2014年全球拥有超过14,000名雇员。